# Eduard Stadelmann
Eduard Stadelmann (* 24. September 1920 in Graz; † 14. September 2006 in St. Paul, Minnesota) war österreichischer Botaniker Schweizer Herkunft. Er forschte über Pflanzenphysiologie und Zellphysiologie der Pflanzen. Ab 1964 lehrte er in den USA.

## Leben
Nach dem Besuch des Grazer Lichtenfels-Gymnasiums (Reifeprüfung 1939) studierte er an den Universitäten von Graz und Innsbruck Botanik und wurde 1953 in Innsbruck zum Dr. phil. promoviert. 1957 habilitierte er sich an der Universität Freiburg (Schweiz) auf dem Gebiet der Pflanzenphysiologie und Zellphysiologie. Nach einer Tätigkeit als Gastprofessor an der Universität Oran wurde er 1964 Assistant Professor an der University of Minnesota (Department of Plant Pathology and Physiology). 1972 wurde er dort Ordinarius am Department of Horticultural Science and Landscape Architecture und emeritierte 1991.
Der Schwerpunkt seiner Forschungen lag auf dem Gebiet der Pflanzenphysiologie und Zellphysiologie der Pflanzen, insbesondere stammen von ihm grundlegende Forschungen über die Permeabilität pflanzlicher Protoplasten und Zellmembranen, welche in der Praxis insbesondere für die Bewässerung und den rationellen Einsatz von Düngemitteln in der Landwirtschaft bedeutsam sind. Daneben wurde er international durch seine 1961 erstmals erschienene Arbeit zum Kombucha-Teepilz, welche eine umfangreiche Dokumentation der gesamten zu diesem Thema publizierten Fachliteratur umfasst und seitdem in mehrere Sprachen übersetzt wurde, über sein Fachgebiet hinaus auch einem allgemeinen Publikum bekannt.

## Auszeichnungen
- Humboldt-Preis 1974 und 1975
- Fulbright Award 1979 und 1987
- Ehrenpreis des „Committee of Science and Technology of the Hebei Province“ (China) 1988
- Ehrendoktorat der Universität für Bodenkultur Wien 1989

## Publikationen
39 selbständige Publikationen, 16 Aufsätze/Beiträge in Sammelwerken, 2 Übersetzungen, u. a.:
- Zur Versuchsmethodik und Berechnung der Permeabilität pflanzlicher Protoplasten. In: Protoplasma (Springer Wien). Bd. 46, Nr. 1–4, S 692–710. März 1956. ISSN 0033-183X (Paper) 1615–6102 (Online) doi:10.1007/BF01248908
- Der Teepilz und seine antibiotische Wirkung. In: Zentralblatt für Bakteriologie, Parasitenkunde, Infektionskrankheiten und Hygiene, Erste Abteilung / Referate. Band 180, 401–435 Ausgegeben im September l96 l, Heft 5. Allgemeine Medizinische Mikrobiologie, Chemotherapie und Chemotherapeutica.
- Eine einfache Formel zur Berechnung der absoluten Wasserpermeabilitätskonstanten aus plasmolytischen Versuchen. In: Protoplasma (Springer Wien) Bd. 58. Nr. 2, S 220–226. Juni 1964. ISSN 0033-183X (Paper) ISSN 1615-6102 (Online) doi:10.1007/BF01252709
- (gemeinsam mit E Küster; William R Bushnell; Ann H Bushnell): Pathology of the plant cell. Karachi, Pakistan, Saad Publications, 1996. ISBN 969-8053-01-8, OCLC 36528587